# Cedicoides maerens
Cedicoides maerens is een spinnensoort uit de familie van de Desidae.
De wetenschappelijke naam van de soort werd in 1889 als Cedicus maerens gepubliceerd door Eugène Simon.